# Église Saint-Eusèbe de Saint-Usuge
L'église Saint-Eusèbe de Saint-Usuge est une église située sur le territoire de la commune de Saint-Usuge, dans le département français de Saône-et-Loire et la région Bourgogne-Franche-Comté.

## Historique
L’église de Saint-Usuge est un impressionnant bâtiment de briques au profil original en Bresse. Elle a été construite à différentes époques, la partie la plus ancienne étant la chapelle latérale nord, appelée « chapelle de Montcony », qui remonte au XIVe siècle ; viennent ensuite le chœur et la première partie de la nef, au XVIe siècle, tandis que le clocher-porche et les deux premières travées de la nef sont, quant à elles, du XVIIIe siècle siècle.

## Architecture
Comme pour deux autres églises de Bresse (celles de La Chapelle-Saint-Sauveur et de Charnay-lès-Chalon), le clocher est de type comtois avec un dôme surmonté d’un lanternon coiffé d’un petit dôme qui porte la croix (la paroisse appartenait jadis au diocèse de Besançon).
L’église, dans laquelle on pénètre par le clocher-porche, se compose d’une nef unique voûtée d’ogives, accostée de plusieurs chapelles. Le chœur s’achève par un chevet à pans coupés.

## Mobilier
L'église renferme, notamment, sur le mur du fond de la nef, un tableau représentant saint Eusèbe, palme du martyre à la main, avec ses ornements d’évêque (mitre et crosse), emporté au ciel par deux anges et entouré d’anges dans les nuées (représentation inspirée de l’Assomption de Marie).
Une statue de saint Eusèbe, sculpture en bois doré du XVIIIe siècle, protégée en 2021 au titre des Monuments historiques (par inscription), se trouve dans le presbytère.

## Culte
Édifice consacré du diocèse d'Autun relevant de la paroisse Saint-Pierre en Louhannais (siège à Louhans) – qui en est affectataire au titre de la loi de 1905 –, l'église de Saint-Usuge est un lieu de culte catholique.